# Urs Suter
Urs Suter (* 4. März 1959 in Zürich) ist ein ehemaliger Schweizer Fussballspieler. Er spielte auf der Torhüterposition.

## Fussballkarriere
Urs Suter spielte Kinder- und Junioren-Fussball beim FC Langnau a. A. Im Jahr 1976 wechselte er zum Grasshopper Club Zürich und spielte dort bei den Inter-A-Junioren und später in der 2. Mannschaft bis 1980.
Nach einem ansprechenden Jahr 1981/82 beim FC Blue Stars Zürich in der 1. Liga wechselte er zum Nationalliga-A-Aufsteiger FC Wettingen und spielte 29-mal in der Saison 1982/83, als die Mannschaft den 10. Platz belegte.
Im Jahre 1983 wurde Suter vom FC Basel (FCB) engagiert. Er gewann mit dem FCB 1983 und 1986 den Uhrencup. Er spielte in Basel fünf Jahre. Sportlich lief es dem FCB am Ende dieser Zeit nicht sehr gut, und als die Mannschaft im Jahre 1988 abstieg, wechselte Suter zum FC Zürich. Dort spielte er vier Jahre. Während der Saison 1989/90 erreichte er mit dem FC Zürich den Aufstieg in der Nationalliga A.
In der Saison 1992/93 spielte Suter wieder beim FC Wettingen, bis der Club am Saisonende aus finanziellen Gründen aufgelöst wurde. Suter wechselte zum FC Tuggen, dem es gelang, als Gruppenerster der 1. Liga in die Challenge League (damals Nationalliga B) aufzusteigen. Die Mannschaft wurde aber ein Jahr später Letzter in der Nationalliga B und stieg wieder ab, um nochmals ein Jahr später wieder 1.-Liga-Gruppensieger zu werden. Sie qualifizierte sich für das Aufstiegsspiel, verlor aber gegen den FC Thun mit 0:2. In Tuggen spielte Suter fünf Jahre. Seine Fussballerlaufbahn beendete er in der 3. Liga beim FC Wollishofen.

## Titel und Erfolge
FC Basel
- Uhrencupsieger: 1983, 1986

FC Zürich
- Aufstieg Nationalliga B/Nationalliga A: 1989/90

FC Tuggen
- 1.-Liga-Gruppensieger und Aufstieg 1. Liga/Nationalliga B: 1993/94
- 1.-Liga-Gruppensieger: 1995/96

## Persönliches
Urs Suter ist mit Jacqueline verheiratet. Sie haben zwei Töchter. Suter lebt in Zürich und ist Mitarbeiter im Aussendienst in der Beleuchtungsbranche.